# Nachrichtenführer
Nachrichtenführer (kurz: NaFü) war eine militärische Dienststelle beziehungsweise eine Dienststellung innerhalb der Nachrichtentruppen der deutschen Wehrmacht, wie deren Fernmeldetruppe vor und während des Zweiten Weltkriegs bezeichnet wurde.
Abhängig von der Kommandobehörde unterschied man zwischen Feldnachrichtenführern, Divisions-Nachrichtenführern, Korps-Nachrichtenführern, Armee-Nachrichtenführern, Heeresgruppen-Nachrichtenführern, Luftflotten-Nachrichtenführern, Höheren Nachrichtenführern (HNF), Nachrichtenführern bei Wehrmacht- und Militärbefehlshabern sowie dem Generalnachrichtenführer der Luftwaffe (Gen.Nafü). Letztere Position hatte ab 1944 der General der Luftnachrichtentruppe Wolfgang Martini inne.
Wichtigste Aufgabe der Nachrichtenführer war es, die Nachrichtenverbindungen zwischen den jeweiligen Hauptquartieren und Kommandostellen herzustellen und zu sichern, beispielsweise zu und von Armeeoberkommandos. Dies geschah zumeist über drahtgebundene Telefon- oder Fernschreib-Verbindungen oder drahtlos, dann häufig telegrafisch, also mithilfe des Morsecodes, selten über Richtfunkstrecken. Zur Verschlüsselung der Verbindungen wurden Schlüsselmaschinen, wie die Enigma-Maschine, die Schlüsselfernschreibmaschine T52 oder der Lorenz-Schlüsselzusatz SZ42 verwendet (siehe auch: Schlüsselmittel der Wehrmacht). Darüber hinaus gehörte auch das Postwesen zu den Aufgaben eines Nachrichtenführers.